# Ченгер
Ченгер или Ченгел е историческо село в Югоизточна България, община Приморско, област Бургас. 

## География
Селото е разположено в масива на черноморския Маслен нос в местността Бакърджиевия егрек на южната граница на днешния резерват Ропотамо на три километра северно от град Приморско.

## История
През 60-те години на XIX век в Ченгер са заселени черкези, които напускат района през 1877 – 1878 година.
В Източна Румелия Ченгер е броено към Кюприя (днешно Приморско). След Съединението на Източна Румелия и Княжество България селото е изселено в 1885 – 1886 година. В 1898 година е заселено отново, но пак е изселено през 1921 година. В 1937 година е заличено. Днес местността около бившето село се нарича Ченгер.